# Linia kolejowa Miłomłyn – Morąg
Linia kolejowa Miłomłyn – Morąg – rozebrana normalnotorowa linia kolejowa łącząca Miłomłyn z Morągiem.

## Historia
Linię otwarto 1 lipca 1909 roku, natomiast zawieszono na niej ruch pasażerski i towarowy 30 czerwca 1992. Linia była jednotorowa o rozstawie szyn wynoszącym 1435 mm. Jej długość wynosiła 31,559 km. Obecnie fizycznie nie istnieje, rozebrano ze względu na budowę obwodnicy drogowej Miłomłyna.